# Byšičky (Lázně Bělohrad)
Byšičky jsou zaniklá vesnice v okrese Jičín. Nachází se v jižní části katastrálního území Brtev města Lázně Bělohrad, asi čtyři kilometry jihovýchodně od Lázní Bělohrad a jeden kilometr východně od bělohradského lázeňského parku Bažantnice směrem na Miletín. Lokalitou prochází turistická značená cesta Karla Jaromíra Erbena. Vesnice zanikla za třicetileté války.

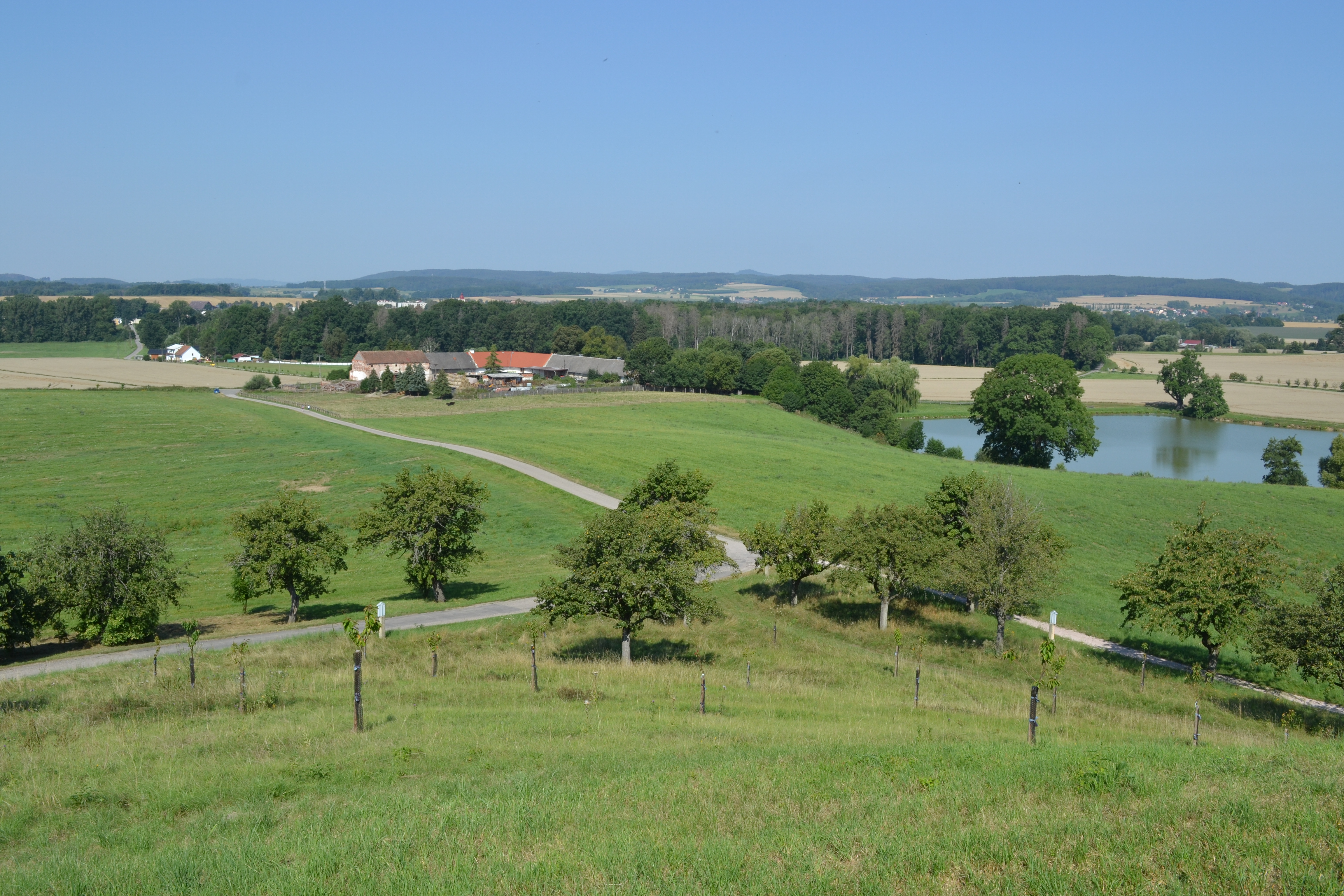
Rybník Byšička a Nový Dvůr, pohled od kostela

Do dnešní doby se z celé obce dochoval pouze kostel svatého Petra a Pavla, jenž patří k nejstarším církevním památkám Podzvičinského kraje, a Petrova studánka na jihozápadní straně u paty návrší. První zmínka o kostele pochází z roku 1267. Původně byl filiální k Pecce, od roku 1718 patří faře bělohradské. V kostelíku je vzácná románská rotundovitá apsida a gotické kněžiště, obojí původní. Apsida, zřetelně mluvící o vysokém stáří kostelíka, přečkala všechny pozdější obnovy a přístavby, žel její nedochované románské okénko bylo později jen jednoduše upraveno. Chrámová loď byla přistavěna v době pozdější a místo dřevěné zvonice, jež stála původně v jižní části hřbitova, byla v roce 1850 přistavěna nynější čtyřboká věž při západní straně.  Kolem kostela se nachází hřbitov, kde jsou pochováni například hudební skladatel Karel Moor (1873–1945), spisovatelka Leontina Mašínová (1882–1975), spisovatel a cestovatel Radim Kalfus či herec Jiří Letenský (1926–2004). Pod kostelem se nacházejí zastavení křížové cesty v podobě sloupků s Pašijovými obrázky.
Od kostela je výhled západním směrem do kraje. Opačným směrem celý obzor rámují lesy. Na Byšičkách se konají každoročně v červnu hojně navštěvované a oblíbené poutě.
Asi 300 metrů východně od kostela se nachází osamocený dům s brtevským číslem popisným 69, asi 450 metrů západoseverozápadně se nachází dvůr Nový Dvůr čp. 40.
Byšičky podle některých autorů inspirovaly básníka Karla Jaromíra Erbena k napsání balady Svatební košile. Mezi další lokality, kterým bývá původ příběhu přisuzován, patří například hřbitov u kostela svaté Maří Magdalény ve Velharticích na Šumavě nebo hřbitov u kostela svatého Prokopa poblíž Krupky. Erben ve svém pojednání uvádí dvě verze lidového příběhu, ale s konkrétní oblastí žádnou z nich nespojuje.

## Fotogalerie

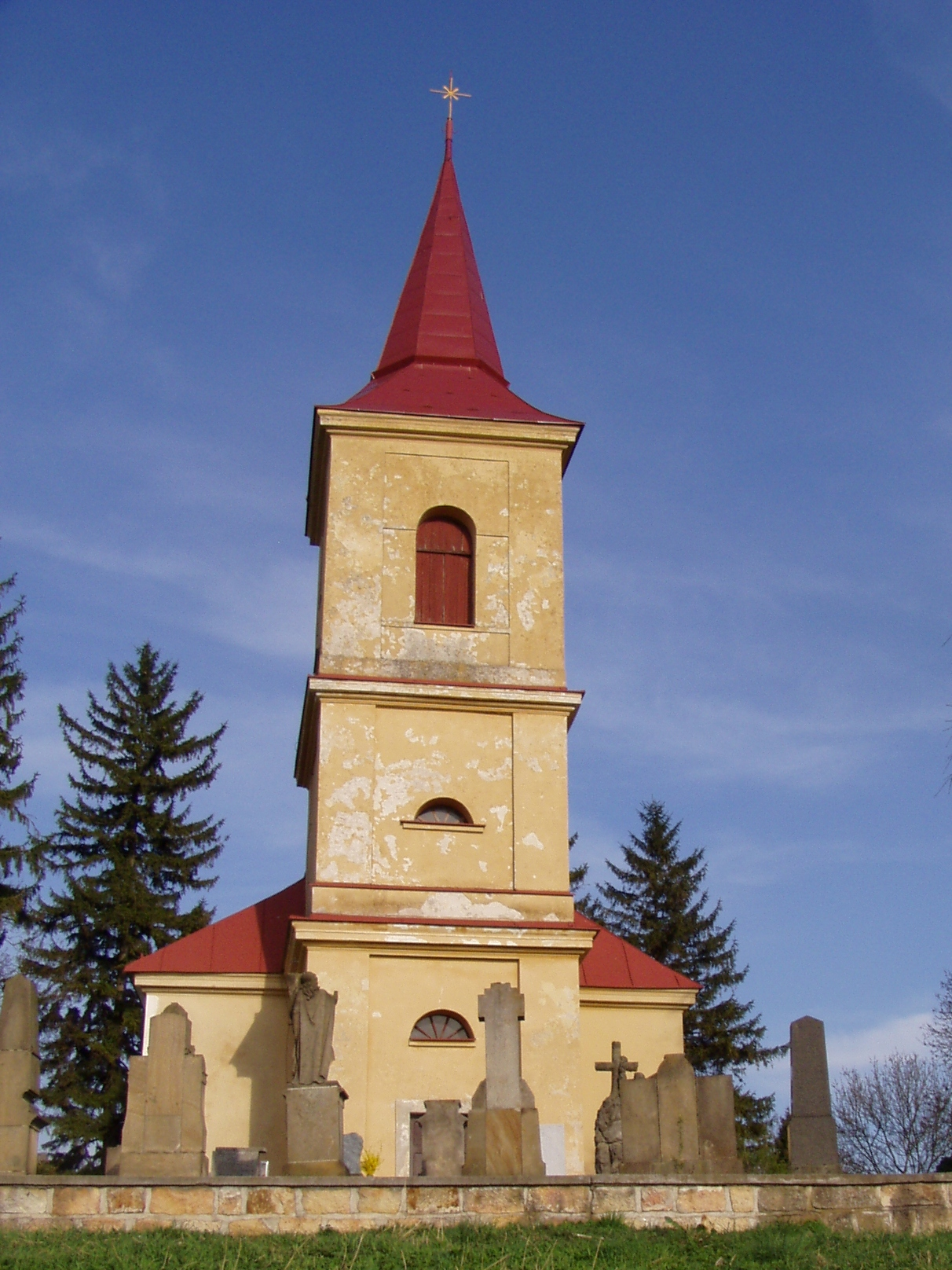
kostel sv. Petra a Pavla
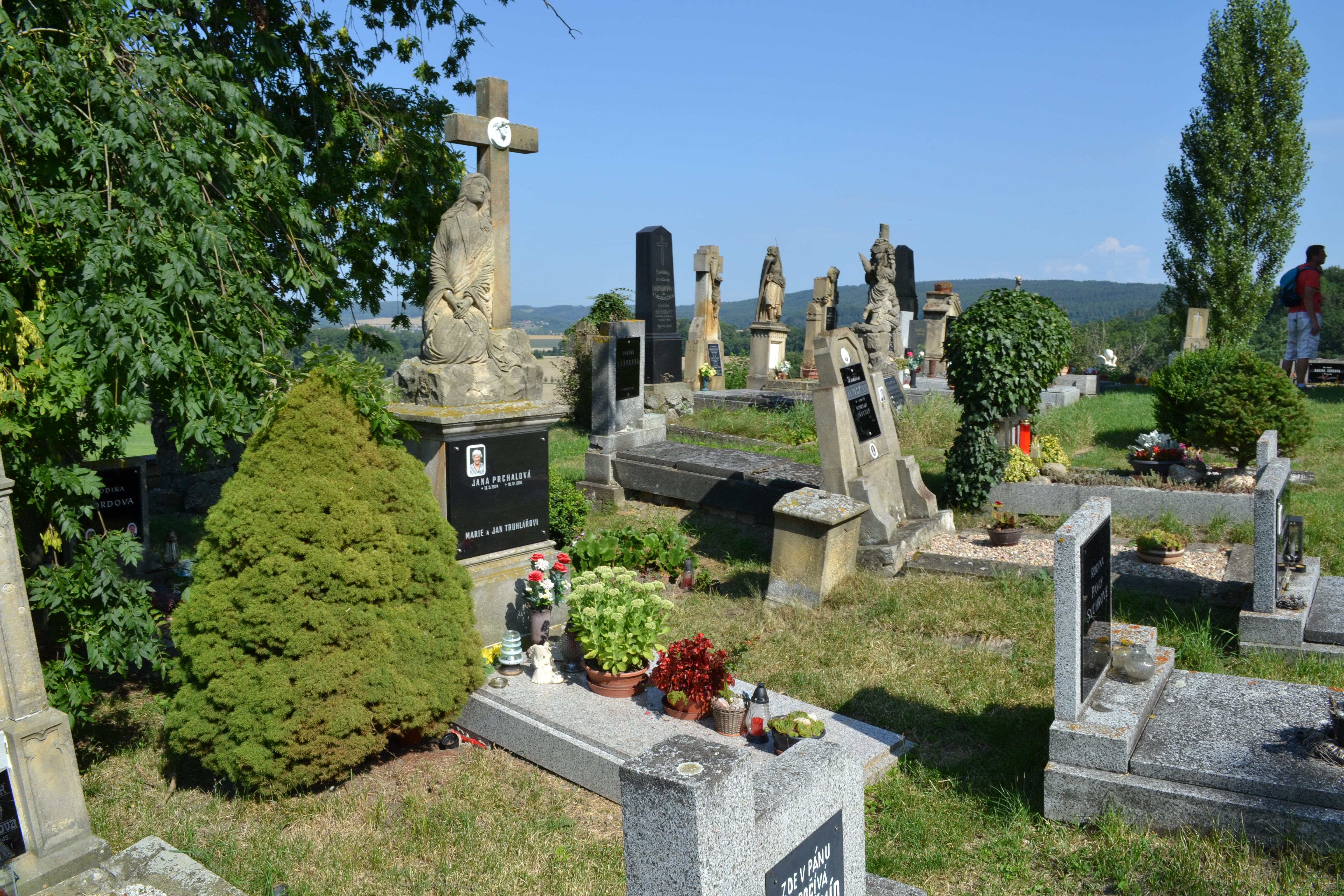
hřbitov kolem kostela
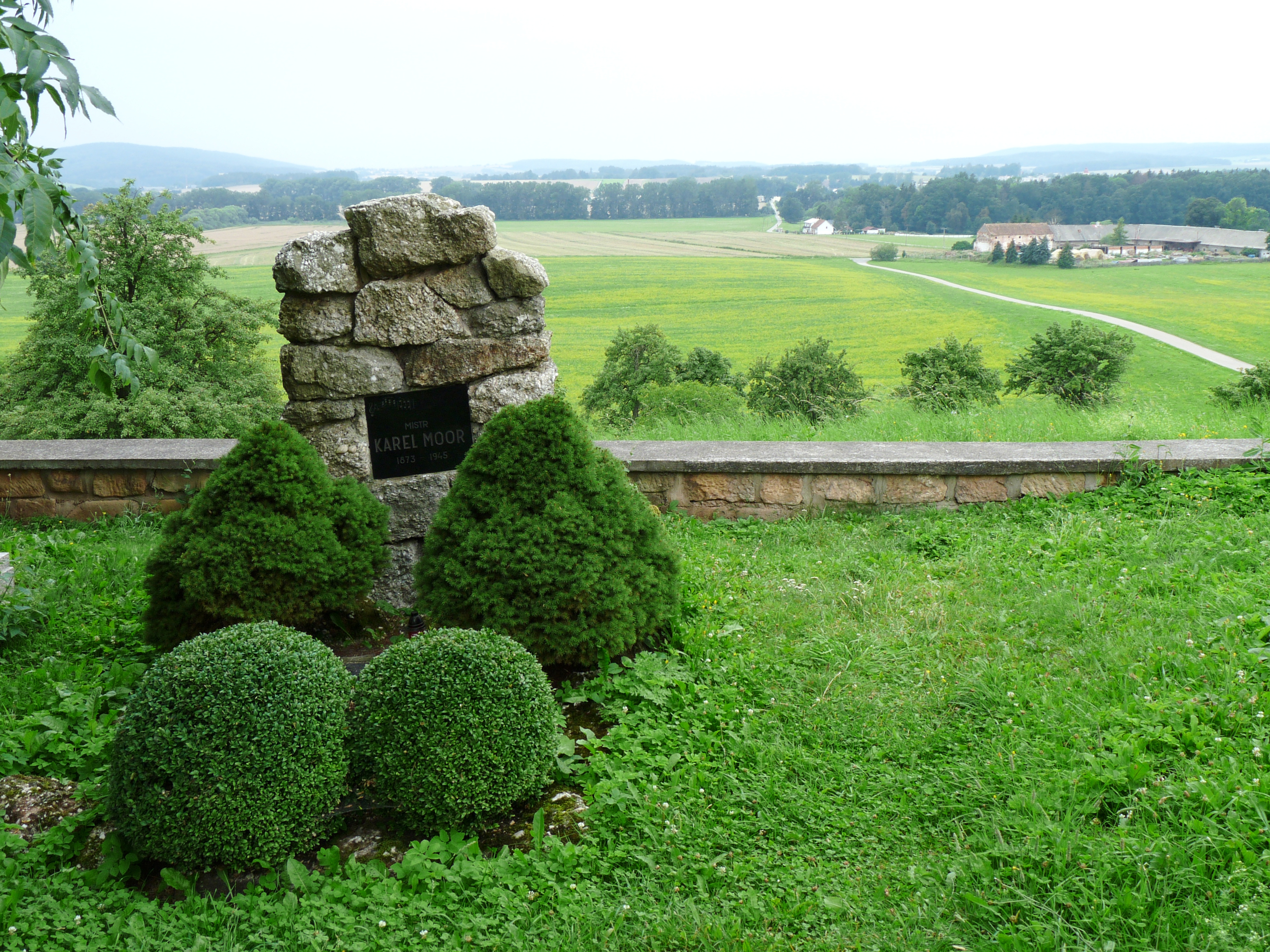
hrob Karla Moora
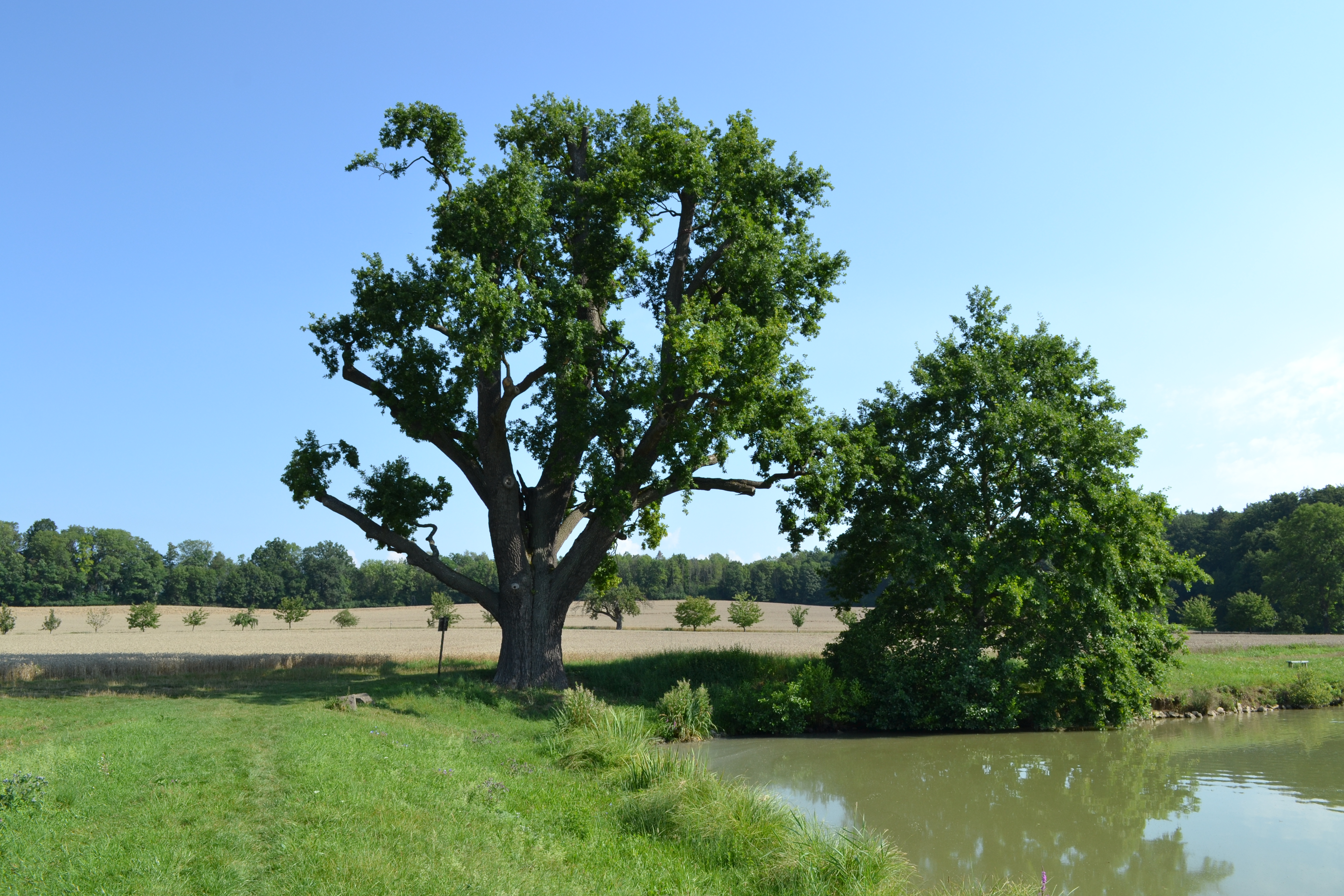
Erbenův dub u rybníka Byšička
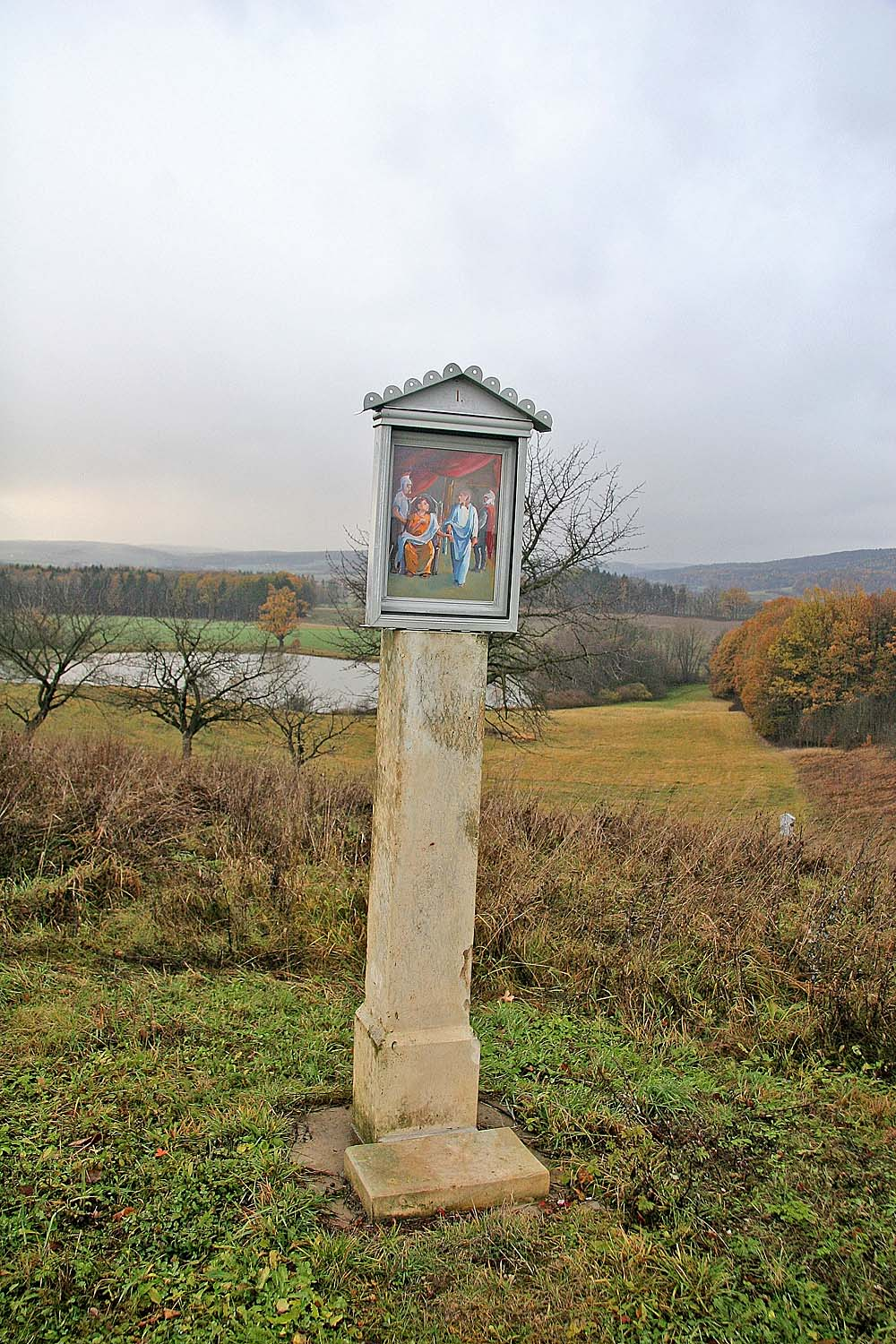
sloupek zastavení křížové cesty
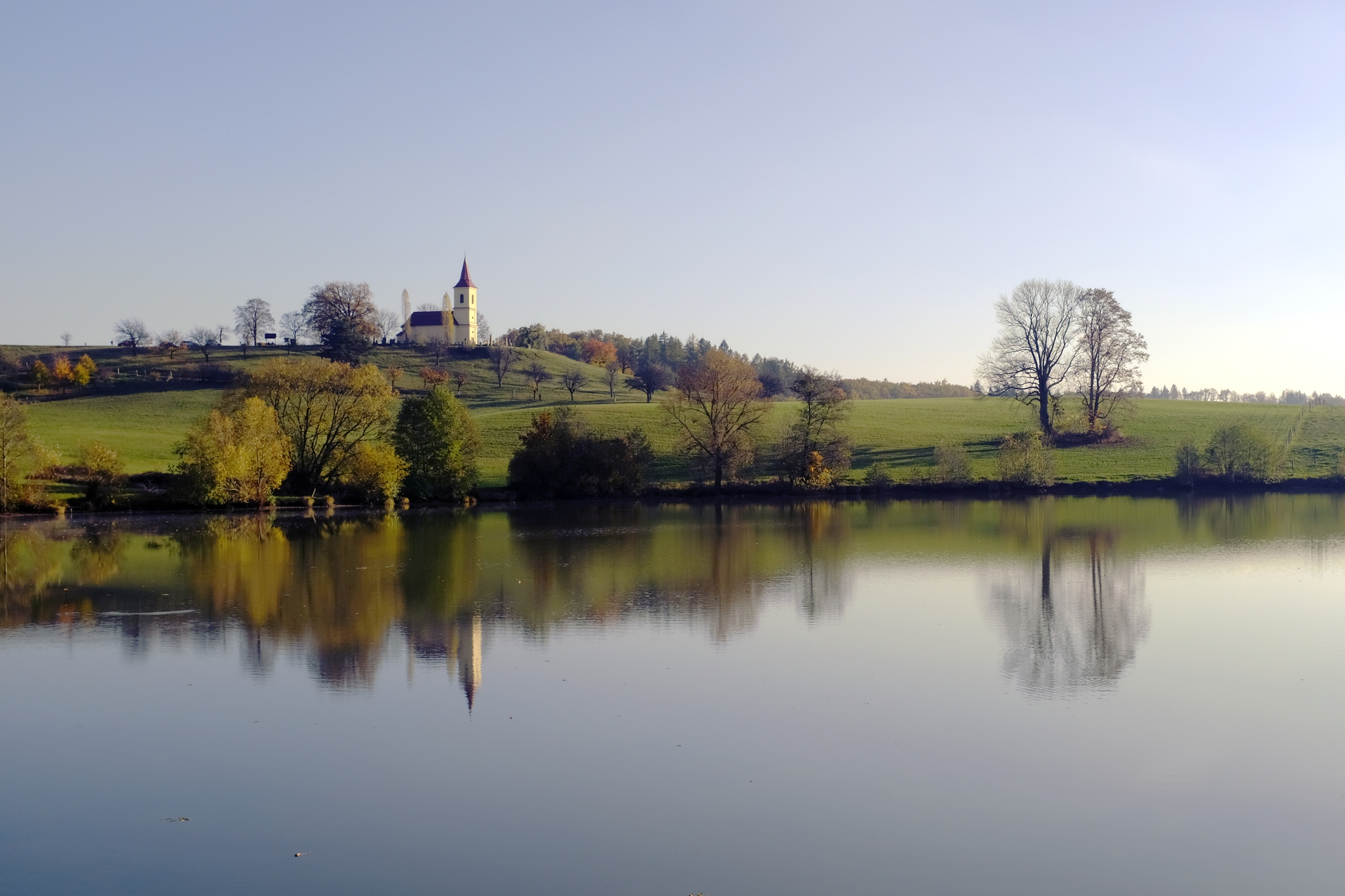
Pohled od rybníka Byšička